# Song bột
Song bột, tên khoa học Calamus poilanei, là loài thực vật có hoa thuộc họ Arecaceae. Loài này được Conrard mô tả khoa học đầu tiên năm 1938. Chúng còn được gọi là wai nampung ở Thái Lan, wai khom hoặc wai thoon ở Lào.